# Hyrcanogobius
Hyrcanogobius is een monotypisch geslacht van straalvinnige vissen uit de familie van grondels (Gobiidae).

## Soort
- Hyrcanogobius bergi Iljin, 1928